# Nam châm Neođim

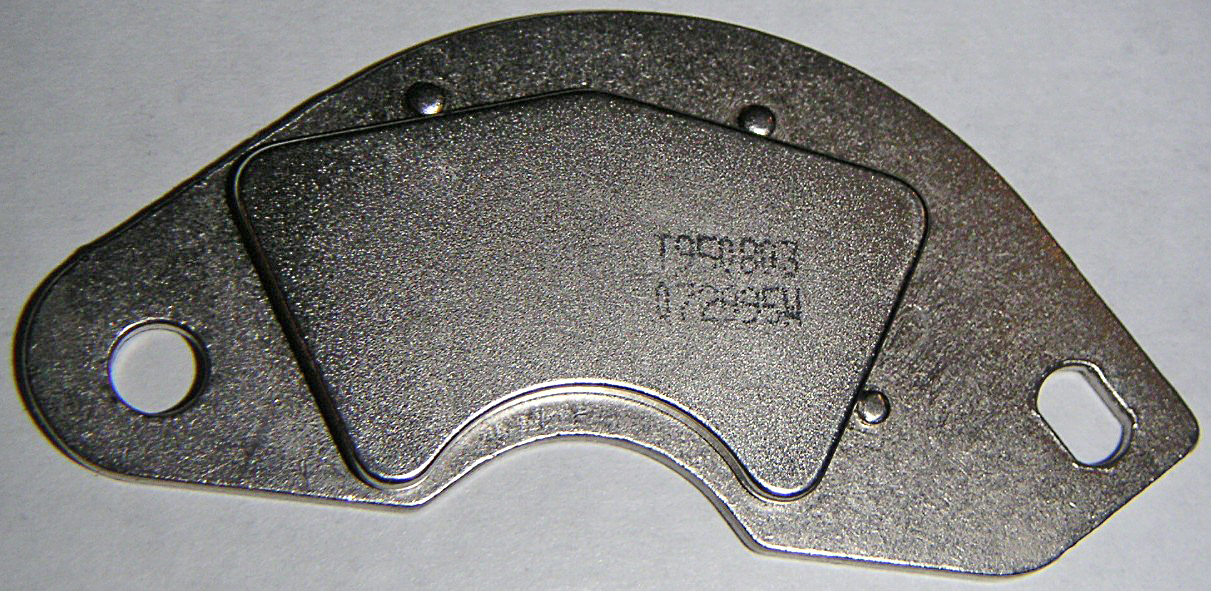
Nam châm đất hiếm NdFeB được sử dụng trong ổ cứng máy tính

Nam châm Neođim hay nam châm Neođim-Sắt-Bo, hoặc đôi khi còn được viết tắt là NdFeB là một loại nam châm đất hiếm được tạo ra từ hợp chất của Neođim (Nd) - Sắt (Fe) - Bo (B), với công thức phân tử là Nd2Fe14B. Nam châm Neođim được cả General Motors Corporation (Mỹ)  và Sumitomo Special Metals (Nhật Bản)  đồng thời phát minh ra năm 1982 và hiện vẫn đang là loại nam châm vĩnh cửu mạnh nhất từng được biết.

## Cấu trúc và tính chất

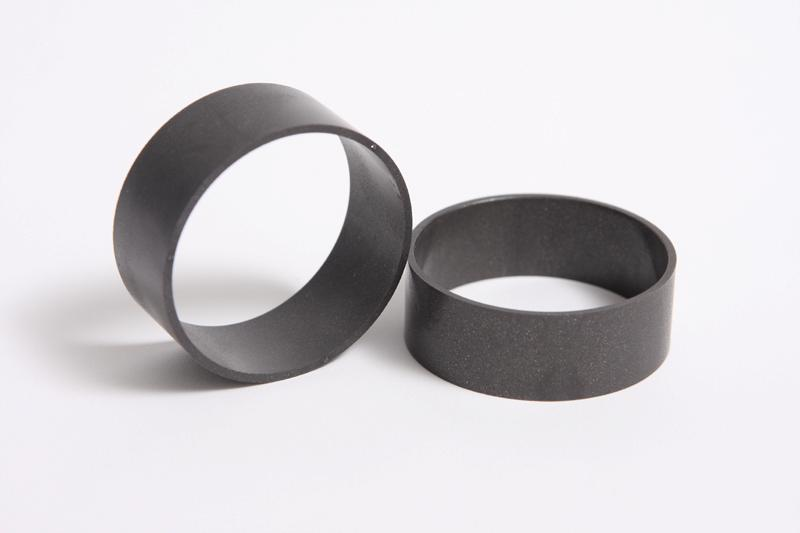
Nam châm Neođim được chế tạo dạng hình xuyến.

Nd2Fe14B là một hợp chất thuộc nhóm 2:14:1, có cấu trúc tinh thể tứ giác với hằng số mạng a = 0,882 nm và c = 1,224 nm; thuộc nhóm không gian P42/mm, khối lượng riêng 7,55 g/cm. Ô đơn vị của tinh thể Nd2Fe14B chứa 68 nguyên tử nằm trong 4 ô đơn vị: với các nguyên tử Fe nằm ở 6 vị trí khác nhau về mặt tinh thể, hai vị trí chứa các nguyên tử Nd và một vị trí cho B 3 . Cấu trúc tinh thể với độ bất đối xứng rất cao tạo ra tính từ cứng mạnh của vật liệu này.
Nd2Fe14B có dị hướng từ tinh thể K1 = 4,9.106 J/m³, từ độ bão hòa μ0Ms = 1,61 T (tương ứng với mômen từ là 37,6 μB, trường dị hướng HA = 15 T) và nhiệt độ Curie là TC = 585 K (312oC) ,. Các thông số cấu trúc và tính chất nội tại này cho phép tạo ra tích năng lượng từ cực đại (B.H)max lớn nhất tới 64 MGOe ,. Hiện nay, người ta đã tạo ra nam châm Nd2Fe14B có tích năng lượng từ cực đại lên tới 57 MGOe . Nam châm NdFeB là loại nam châm vĩnh cửu cực mạnh, có khả năng cho từ dư tại bề mặt lên tới 1,3 T, nhưng có nhược điểm là có tính oxy hóa cao (do hoạt tính của Nd), nhiệt độ hoạt động thấp và giá thành đắt (do chứa nhiều đất hiếm). Bảng dưới đây so sánh từ tính của nam châm NdFeB với các loại khác:
| Nam châm                        | Mr (T)   | Hci (kA/m) | BHmax (kJ/m³) | TC (°C) |
| ------------------------------- | -------- | ---------- | ------------- | ------- |
| Nd2Fe14B (thiêu kết)            | 1,0–1,4  | 750–2000   | 200–440       | 310–400 |
| Nd2Fe14B (kết dính)             | 0,6–0,7  | 600–1200   | 60–100        | 310–400 |
| SmCo5 (thiêu kết)               | 0,8–1,1  | 600–2000   | 120–200       | 720     |
| Sm(Co, Fe, Cu, Zr)7 (thiêu kết) | 0,9–1,15 | 450–1300   | 150–240       | 800     |
| Alnico (thiêu kết)              | 0,6–1,4  | 275        | 10–88         | 700–860 |
| Sr-ferrite (thiêu kết)          | 0,2–0,4  | 100–300    | 10–40         | 450     |

## Kỹ thuật chế tạo

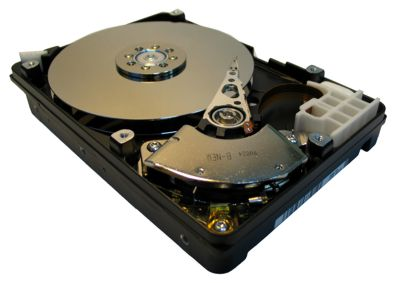
Nam châm Neođim được sử dụng trong đĩa cứng máy tính.

Phương pháp phổ biến để chế tạo nam châm Neođim là kỹ thuật luyện kim bột và thiêu kết. Ban đầu hợp kim NdFeB được tạo ra bằng cách nấu chảy các đơn chất thành phần trong lò cao (thông thường Nd và B thường được bù thêm vài % so với thành phần danh định do các chất này dễ bị oxy hóa hoặc bay hơi). Trong quá trình nấu chảy, hợp kim được nấu trong môi trường bảo vệ để tránh oxy hóa. Sau đó, hợp kim được nghiền thành bột mịn, sau đó được trộn với keo epoxy, ép thành hình sản phẩm, sau đó nung thiêu kết ở nhiệt độ cao trong môi trường bảo vệ. Quá trình ép có thể được hỗ trợ bởi từ trường để tạo dị hướng đơn trục. Quá trình nung thiêu kết được thực hiện ở nhiệt độ cao trong môi trường bảo vệ để tạo pha hợp chất, sau đó hạ về nhiệt độ thấp (một vài trăm độ) để ổn định pha. Sau đó, nam châm được nạp từ trong từ trường cao và phủ keo bảo vệ.
Có thể thay thế công đoạn thiêu kết bằng kỹ thuật ép nóng. Người ta ép các bột trong từ trường ở nhiệt độ cao nhằm tạo ra pha và định hướng nam châm (tạo ra nam châm dị hướng).
Gần đây, người ta còn tiến hành tạo ra các nam châm đất hiếm giá thành rẻ với kiểu nam châm kết dính. Các bột hợp kim mịn được tạo ra sau khi nghiền các mảnh vụn hợp kim được chế tạo bằng công nghệ nguội nhanh, sau đó trộn keo epoxy và ép định hướng trong từ trường. Kỹ thuật này có ưu điểm là đơn giản và kinh tế hơn, nhưng sản phẩm cho phẩm chất thấp hơn nhiều so với nam châm thiêu kết.

## Lịch sử và bản quyền
Nam châm NdFeB lần đầu tiên được chế tạo thành công vào năm 1982, được công bố đồng thời bởi hai công ty lớn là General Motors (Hoa Kỳ) và Sumitomo Special Metals (Nhật Bản) , sau đó Viện Hàn lâm Khoa học Trung Quốc cũng công bố chế tạo thành công loại nam châm này . Hiện nay, NdFeB là thương phẩm được bán rộng rãi trên thế giới và còn được gọi một tên khác là Magnequench (do hãng giữ bản quyền lớn nhất là Magnequench - nay là Neo Materials Technology Inc.). Hiện nay, nam châm Neođim chiếm khoảng 40% thị phần các loại nam châm trên toàn thế giới. Nước giữ thị phần phân phối lớn nhất là Trung Quốc, nhưng nước thu lợi nhuận lớn nhất từ sản phẩm này là Hoa Kỳ .

## Ứng dụng, các thông số vật lý khác
Nam châm Neođim được sử dụng là một nguồn tạo từ trường mạnh, đóng vai trò là các nam châm vĩnh cửu:
- Sử dụng nhiều trong các ổ cứng máy tính.
- Trong các động cơ công suất lớn.
- Chụp ảnh cộng hưởng từ
- Máy phát điện

Bảng dưới đây liệt kê một số thông số vật lý khác của nam châm Neodymi:
| Độ dẫn nhiệt     | 7.7 kcal/(hm°C) |
| Ứng suất Young   | 1.7×104 Gg/m²   |
| Giới hạn bẻ gãy  | 24 Gg/m²        |
| Giới hạn ép nén  | 80 Gg/m²        |
| Điện trở suất    | 16 mΩm          |
| Khối lượng riêng | 7.4-7.5 g/cm³   |
| Độ cứng Vickers  | 500–600         |